# نيكول باشاران
نيكول باشاران (من مواليد 25 يناير 1955) مؤرخة وسياسية وكاتبة فرنسية متخصصة في المجتمع الأمريكي والعلاقات الفرنسية الأمريكية. كما أنها باحثة في المؤسسة الوطنية للعلوم السياسية (ساينس بو) وكانت زميلة وطنية في معهد هوفر في جامعة ستانفورد في كاليفورنيا من 2013 إلى 2014.
اشتهرت بكتبها وظهورها التلفزيوني والبرامج الإذاعية في فرنسا والولايات المتحدة، وهي مؤلفة العديد من المقالات بما في ذلك العديد من أكثر الكتب مبيعًا، «هل نخاف من أمريكا؟»، و «الأميركان والعرب: المواجهة».
منحها رئيس الجمهورية الفرنسية وسام جوقة الشرف عام 2007.